# Calapa
Calapa är en ort i Mexiko.   Den ligger i kommunen Chignahuapan och delstaten Puebla, i den sydöstra delen av landet, 110 km öster om huvudstaden Mexico City. Calapa ligger 2 580 meter över havet och antalet invånare är 206.
Terrängen runt Calapa är kuperad. Runt Calapa är det ganska tätbefolkat, med 56 invånare per kvadratkilometer. Närmaste större samhälle är Chignahuapan, 16,0 km nordost om Calapa. I omgivningarna runt Calapa växer i huvudsak blandskog.